# Tour de Sicile 2023
La 27e édition du Tour de Sicile a lieu du 11 avril au 14 avril 2023. La course fait partie du calendrier UCI Europe Tour 2023 en catégorie 2.1, et est remportée par Alexey Lutsenko en gagnant la quatrième et dernière étape.

## Équipes présentes
| WorldTeams (5)- UAE Team Emirates - Team Jayco AlUla - Intermarché-Circus-Wanty - Astana Qazaqstan Team - Bahrain Victorious ProTeams (8)- Tudor Pro Cycling Team - Team Novo Nordisk - Team Corratec - Q36.5 Pro Cycling Team - Human Powered Health - Green Project-Bardiani CSF-Faizanè - Eolo-Kometa - Bingoal WB Équipes continentales (11)- Zalf Euromobil Fior - Work Service-Vitalcare-Dynatek - Team Technipes #inEmiliaRomagna - Colpack Ballan - Sofer-Savini Due-OMZ - MG.K Vis Colors For Peace - GW Shimano-Sidermec - General Store-Essegibi-F.lli Curia - D'Amico UM Tools - Biesse-Carrera - Beltrami TSA-Tre Colli Équipe nationale- Italie |
| |

## Étapes
| Étape     | Date    | Villes étapes                      | type              | Distance (km) | Vainqueur d'étape | Leader du classement général |
| --------- | ------- | ---------------------------------- | ----------------- | ------------- | ----------------- | ---------------------------- |
| 1re étape | 11 avr. | Marsala – Agrigente                | étape vallonnée   | 159           | Finn Fisher-Black | Finn Fisher-Black            |
| 2e étape  | 12 avr. | Canicattì – Vittoria               | étape de plaine   | 193           | Niccolò Bonifazio | Finn Fisher-Black            |
| 3e étape  | 13 avr. | Enna – Termini Imerese             | étape vallonnée   | 150           | Joël Suter        | Finn Fisher-Black            |
| 4e étape  | 14 avr. | Barcellona Pozzo di Gotto – Giarre | étape de montagne | 216           | Alexey Lutsenko   | Alexey Lutsenko              |

## Déroulement de la course

### 1reétape
Dans les deux derniers kilomètres, alors qu'il mène le peloton pour son équipier Diego Ulissi, le Néo-Zélandais Finn Fisher-Black bénéficie d'une cassure provoquée par ses équipiers ; il gagne l'étape avec une avance de huit secondes sur un peloton composé de vingt coureurs.
| \| Classement de l'étape \| Classement de l'étape \| Classement de l'étape \| Classement de l'étape \| Classement de l'étape \| \| Coureur \| Coureur \| Pays \| Équipe \| Temps \| \| --------------------- \| --------------------- \| --------------------- \| --------------------- \| --------------------- \| \| 1er \| Finn Fisher-Black \| Nouvelle-Zélande \| UAE Team Emirates \| \| |                   |                  |                   |       |
| |                   |                  |                   |       |
| |                   |                  |                   |       |
| Classement de l'étape |                   |                  |                   |       |
| Coureur | Coureur           | Pays             | Équipe            | Temps |
| 1er | Finn Fisher-Black | Nouvelle-Zélande | UAE Team Emirates |       |

| \| Classement général \| Classement général \| Classement général \| Classement général \| Classement général \| \| Coureur \| Coureur \| Pays \| Équipe \| Temps \| \| ------------------ \| ------------------ \| ------------------ \| ------------------ \| ------------------ \| \| 1er \| Finn Fisher-Black \| Nouvelle-Zélande \| UAE Team Emirates \| \| |                   |                  |                   |       |
| |                   |                  |                   |       |
| |                   |                  |                   |       |
| Classement général |                   |                  |                   |       |
| Coureur | Coureur           | Pays             | Équipe            | Temps |
| 1er | Finn Fisher-Black | Nouvelle-Zélande | UAE Team Emirates |       |

### 2eétape
| \| Classement de l'étape \| Classement de l'étape \| Classement de l'étape \| Classement de l'étape \| Classement de l'étape \| \| Coureur \| Coureur \| Pays \| Équipe \| Temps \| \| --------------------- \| --------------------- \| --------------------- \| ------------------------ \| --------------------- \| \| 1er \| Niccolò Bonifazio \| Italie \| Intermarché-Circus-Wanty \| \| \| 2e \| Vincenzo Albanese \| Italie \| Eolo-Kometa \| \| \| 3e \| Blake Quick \| Australie \| Team Jayco AlUla \| \| |                   |           |                          |       |
| |                   |           |                          |       |
| |                   |           |                          |       |
| Classement de l'étape |                   |           |                          |       |
| Coureur | Coureur           | Pays      | Équipe                   | Temps |
| 1er | Niccolò Bonifazio | Italie    | Intermarché-Circus-Wanty |       |
| 2e | Vincenzo Albanese | Italie    | Eolo-Kometa              |       |
| 3e | Blake Quick       | Australie | Team Jayco AlUla         |       |

| \| Classement général \| Classement général \| Classement général \| Classement général \| Classement général \| \| Coureur \| Coureur \| Pays \| Équipe \| Temps \| \| ------------------ \| ------------------ \| ------------------ \| ------------------ \| ------------------ \| \| 1er \| Finn Fisher-Black \| Nouvelle-Zélande \| UAE Team Emirates \| \| |                   |                  |                   |       |
| |                   |                  |                   |       |
| |                   |                  |                   |       |
| Classement général |                   |                  |                   |       |
| Coureur | Coureur           | Pays             | Équipe            | Temps |
| 1er | Finn Fisher-Black | Nouvelle-Zélande | UAE Team Emirates |       |

### 3eétape
| \| Classement de l'étape \| Classement de l'étape \| Classement de l'étape \| Classement de l'étape \| Classement de l'étape \| \| Coureur \| Coureur \| Pays \| Équipe \| Temps \| \| --------------------- \| --------------------- \| --------------------- \| --------------------- \| --------------------- \| |         |      |        |       |
| |         |      |        |       |
| |         |      |        |       |
| Classement de l'étape |         |      |        |       |
| Coureur | Coureur | Pays | Équipe | Temps |

| \| Classement général \| Classement général \| Classement général \| Classement général \| Classement général \| \| Coureur \| Coureur \| Pays \| Équipe \| Temps \| \| ------------------ \| ------------------ \| ------------------ \| ------------------ \| ------------------ \| |         |      |        |       |
| |         |      |        |       |
| |         |      |        |       |
| Classement général |         |      |        |       |
| Coureur | Coureur | Pays | Équipe | Temps |

### 4eétape
| \| Classement de l'étape \| Classement de l'étape \| Classement de l'étape \| Classement de l'étape \| Classement de l'étape \| \| Coureur \| Coureur \| Pays \| Équipe \| Temps \| \| --------------------- \| --------------------- \| --------------------- \| --------------------- \| --------------------- \| |         |      |        |       |
| |         |      |        |       |
| |         |      |        |       |
| Classement de l'étape |         |      |        |       |
| Coureur | Coureur | Pays | Équipe | Temps |

## Classements finals

### Classement général
| \| Classement général \| Classement général \| Classement général \| Classement général \| Classement général \| \| Coureur \| Coureur \| Pays \| Équipe \| Temps \| \| ------------------ \| ------------------ \| ------------------ \| ------------------ \| ------------------ \| |         |      |        |       |
| |         |      |        |       |
| |         |      |        |       |
| Classement général |         |      |        |       |
| Coureur | Coureur | Pays | Équipe | Temps |

### Classements annexes
| Classement par points | Classement par points | Classement par points | Classement par points | Classement par points |
| Coureur               | Coureur               | Pays                  | Équipe                | Points                |
| --------------------- | --------------------- | --------------------- | --------------------- | --------------------- |

| Classement par points | Classement par points | Classement par points | Classement par points | Classement par points |
| Coureur               | Coureur               | Pays                  | Équipe                | Points                |
| --------------------- | --------------------- | --------------------- | --------------------- | --------------------- |

| Classement de la montagne | Classement de la montagne | Classement de la montagne | Classement de la montagne | Classement de la montagne |
| Coureur                   | Coureur                   | Pays                      | Équipe                    | Points                    |
| ------------------------- | ------------------------- | ------------------------- | ------------------------- | ------------------------- |

| Classement de la montagne | Classement de la montagne | Classement de la montagne | Classement de la montagne | Classement de la montagne |
| Coureur                   | Coureur                   | Pays                      | Équipe                    | Points                    |
| ------------------------- | ------------------------- | ------------------------- | ------------------------- | ------------------------- |

| Classement du meilleur jeune | Classement du meilleur jeune | Classement du meilleur jeune | Classement du meilleur jeune | Classement du meilleur jeune |
| Coureur                      | Coureur                      | Pays                         | Équipe                       | Temps                        |
| ---------------------------- | ---------------------------- | ---------------------------- | ---------------------------- | ---------------------------- |

| Classement du meilleur jeune | Classement du meilleur jeune | Classement du meilleur jeune | Classement du meilleur jeune | Classement du meilleur jeune |
| Coureur                      | Coureur                      | Pays                         | Équipe                       | Temps                        |
| ---------------------------- | ---------------------------- | ---------------------------- | ---------------------------- | ---------------------------- |

## Évolution des classements
| Étape              | Vainqueur          | Classement général | Classement par points | Classement de la montagne | Classement du meilleur jeune | Classement par équipes   |
| ------------------ | ------------------ | ------------------ | --------------------- | ------------------------- | ---------------------------- | ------------------------ |
| 1                  | Finn Fisher-Black  | Finn Fisher-Black  | Finn Fisher-Black     | Finn Fisher-Black         | Finn Fisher-Black            | UAE Emirates             |
| 2                  | Niccolò Bonifazio  | Finn Fisher-Black  | Vincenzo Albanese     | Michael Belleri           | Finn Fisher-Black            | UAE Emirates             |
| 3                  | Joël Suter         | Finn Fisher-Black  | Vincenzo Albanese     | Michael Belleri           | Finn Fisher-Black            | UAE Emirates             |
| 4                  | Alexey Lutsenko    | Alexey Lutsenko    | Vincenzo Albanese     | Alexis Guérin             | Finn Fisher-Black            | Intermarché-Circus-Wanty |
| Classements finals | Classements finals | Alexey Lutsenko    | Vincenzo Albanese     | Alexis Guérin             | Finn Fisher-Black            | Intermarché-Circus-Wanty |